# Mario Prada
Mario Prada, född i Milano, död 1958, var en italiensk modeskapare. Han grundade företaget och klädmärket Prada 1913. Han började med att formge väskor och skor i skinn, som han sålde genom två butiker i Milano. Han är morfar till Miuccia Prada som har drivit företaget från och med 1978.